# Radical 185
Le radical 185, qui signifie la tête, est un des 11 des 214 radicaux chinois répertoriés dans le dictionnaire de Kangxi composés de neuf traits.
Le caractère Unicode de 首 est 9996.

## Caractères avec le radical 185
| nombre de traits          | caractères |
| ------------------------- | ---------- |
| Sans trait supplémentaire | 首         |
| 2 traits supplémentaires  | 馗         |
| 8 traits supplémentaires  | 馘         |